# Larvmördare
Larvmördare (Calosoma) är ett till familjen jordlöpare bland skalbaggarna hörande släkte.
Från släktet Carabus skiljer det sig genom den nästan fyrkantiga omkretsen av täckvingarna, som är ansenligt bredare än mellankroppen. Hithörande arter vistas jämte sina larver i träd, där de klättra förträffligt, i samband med vilket levnadssätt de bibehållit i välutvecklad skick de annars inom familjen ofta förkrympta flygvingarna. De lever av fjärillarver och kan därför vid massförökning av för skogen skadliga fjärilar göra stor nytta. Släktet har cirka 50 arter. I Sverige finns 4 arter.

## Arter
- Praktlarvmördare Calosoma sycophanta
- Liten larvmördare Calosoma inquisitor
- Hedlarvmördare Calosoma auropunctatum
- Alvarlarvmördare Calosoma reticulatum